# Gustaw Zimajer
Gustaw Zimajer (właśc. Sinnmayer, pseud. Modrzejewski, Adolph von Modrzejewski, ur. w 1826 w Gródku w Galicji, zm. 3 maja 1901 w Warszawie) – polski aktor teatralny i dyrektor teatrów prowincjonalnych w Galicji.

## Życiorys
Pochodził ze spolonizowanej rodziny austriackiej. Był synem urzędnika Jana Sinnmayera i Katarzyny z Ochsbergów, mężem i impresariem aktorki teatrów prowincjonalnych Adolfiny Zimajer, ojcem Heleny Zimajer („Modrzejewskiej”). Służył w austriackiej armii, był też przez kilka lat urzędnikiem magistratu krakowskiego. W roku 1850 ożenił się z Katarzyną de Rautenberg-Klińską. W Krakowie poznał Helenę Misel (potem Modrzejewską). W 1861 wystąpił z nią w zespole teatru prowincjonalnego Konstantego Łobojki w Bochni (być może współkierował tam zespołem), Nowym Sączu, Rzeszowie, Przemyślu (tu od stycznia 1862), Samborze, Stanisławowie, Brzeżanach i Brodach (do września). Podobno właśnie Łobojko wymyślił dla nich pseudonim Modrzejewscy, którego Helena Modrzejewska używała do końca życia, a Zimajer i (jego druga żona Adolfina) przez kilka lat. Następnie Zimajer przebywał z Modrzejewską we Lwowie (nie wiadomo, czy tam występował), w 1863 występował w teatrze prowadzonym przez Eisenbach-Ortyńskiego w Czerniowcach. W 1864 roku uzyskał koncesję na prowadzenie teatru w Czerniowcach i objął dyrekcję teatru polskiego i niemieckiego. W 1865 wyjechał z Modrzejewską na dwa i pół miesiąca do Wiednia, Grazu i Pesztu. Po powrocie do Galicji Modrzejewska zdobyła angaż do teatru krakowskiego, a Zimajer dalej prowadził teatr w Czerniowcach (do 1866).
W 1868 ożenił się w Kaliszu z aktorką Adolfiną Wodecką. W dalszym ciągu prowadził teatry prowincjonalne. W 1869 podobno znowu objął dyrekcję teatru w Czerniowcach, następnie grał z zespołem w Kołomyi. W tym mniej więcej okresie porzucił dotychczas używany pseudonim – Modrzejewski – i zaczął używać swego nazwiska: Sinnmayer (lub w formie spolszczonej – Zimajer). W 1870 występował w teatrze łódzkim, następnie został (do 1874) sekretarzem i administratorem zespołu wędrownego Anastazego Trapszy. W latach osiemdziesiątych i dziewięćdziesiątych XIX w. zajmował się głównie sprawami urzędowymi i finansowymi w teatrach na prowincji i impresariatem swojej żony.
Był podobno jednym z najbardziej znanych antreprenerów teatralnych w Galicji. Odkrył i wypromował dwie swoje żony – Helenę Modrzejewską i Adolfinę Zimajer. Pochowany na Starych Powązkach w Warszawie (kwatera 85-3-1).